# نمنق
نمنق هي قرية في مقاطعة جلفا، إيران. عدد سكان هذه القرية هو 102 في سنة 2006.